# Euphorbia duckei
Euphorbia duckei är en törelväxtart som först beskrevs av Léon Camille Marius Croizat, och fick sitt nu gällande namn av Robertus Cornelis Hilarius Maria Oudejans. Euphorbia duckei ingår i släktet törlar, och familjen törelväxter. Inga underarter finns listade i Catalogue of Life.